# MAF
MAF (англ. MAF bZIP transcription factor) – білок, який кодується однойменним геном, розташованим у людей на короткому плечі 16-ї хромосоми. Довжина поліпептидного ланцюга білка становить 373 амінокислот, а молекулярна маса — 38 492.
| 10         |  | 20         |  | 30         |  | 40         |  | 50         |
| ---------- |  | ---------- |  | ---------- |  | ---------- |  | ---------- |
| MASELAMSNS |  | DLPTSPLAME |  | YVNDFDLMKF |  | EVKKEPVETD |  | RIISQCGRLI |
| AGGSLSSTPM |  | STPCSSVPPS |  | PSFSAPSPGS |  | GSEQKAHLED |  | YYWMTGYPQQ |
| LNPEALGFSP |  | EDAVEALISN |  | SHQLQGGFDG |  | YARGAQQLAA |  | AAGAGAGASL |
| GGSGEEMGPA |  | AAVVSAVIAA |  | AAAQSGAGPH |  | YHHHHHHAAG |  | HHHHPTAGAP |
| GAAGSAAASA |  | GGAGGAGGGG |  | PASAGGGGGG |  | GGGGGGGGAA |  | GAGGALHPHH |
| AAGGLHFDDR |  | FSDEQLVTMS |  | VRELNRQLRG |  | VSKEEVIRLK |  | QKRRTLKNRG |
| YAQSCRFKRV |  | QQRHVLESEK |  | NQLLQQVDHL |  | KQEISRLVRE |  | RDAYKEKYEK |
| LVSSGFRENG |  | SSSDNPSSPE |  | FFM        |  |            |  |            |

A: Аланін

C: Цистеїн

D: Аспарагінова кислота

E: Глутамінова кислота

F: Фенілаланін

G: Гліцин

H: Гістидин

I: Ізолейцин

K: Лізин

L: Лейцин

M: Метіонін

N: Аспарагін

P: Пролін

Q: Глутамін

R: Аргінін

S: Серин

T: Треонін

V: Валін

W: Триптофан

Кодований геном білок за функціями належить до репресорів, активаторів. 
Задіяний у таких біологічних процесах, як транскрипція, регуляція транскрипції, альтернативний сплайсинг. 
Білок має сайт для зв'язування з ДНК. 
Локалізований у ядрі.